# ベレンガーリオ (スポレート公)
スポレート公ベレンガーリオ（Berengario, duca di Spoleto, ? - 868年）は、スポレート公（在位：836年 - 843年）。

## 生涯
ベレンガーリオは、一時的にヴィドー家が失脚していた間、スポレート公であった。836年の修道院の目録に「Berengarius dux」と書かれており、彼が後に修道士となったファルファ修道院の837年7月の奉納品リストにも「secondo Berangarii duci」とみられる。
ベレンガーリオの約7年にわたるスポレート公時代の政治的活動は記録に見られず、843年9月4日にスポレート公位はグイード1世・ディ・スポレートの手に渡った。
皇帝ロタール1世の娘ヒルトルードと結婚した。